# Cáncer papilar tiroideo
El cáncer papilar tiroideo es el tipo más frecuente de cáncer tiroideo que aunque se observa en la infancia, es característico de personas, especialmente mujeres, entre 20 y 40 años de edad. Por lo general se ve en personas que han tenido una exposición previa a radiación de la cabeza o cuello.

## Epidemiología
El cáncer de tiroides de por sí no es infrecuente, corresponde a aproximadamente 2% de todos los cánceres del cuerpo. Es más frecuente en mujeres que en hombres y la mayoría de los casos aparecen entre los 25 y 65 años de edad. Este cáncer papilar de tiroides en niños ha sido vinculado a las pruebas de bombas atómicas realizadas en las islas Marshall y el desastre nuclear de Chernobyl en 1986 en Ucrania.

## Patología
Los cambios en el núcleo celular de las células cancerosas tienen la apariencia al microscopio de ojos y los cuerpos de psammoma, útil en la identificar los carcinomas foliculares. La mayoría de los tumores de tiroides son considerados fríos, es decir, no funcionantes, por lo que no producen hormonas tiroideas. De los carcinomas productoras de hormonas, los papilares son los más frecuentes, ocasionalmente asociados a hipertiroidismo y raramente a la enfermedad de Graves.
La metástasis por linfáticos es más frecuente que por la vía hematógena, es común ver multifocalidad de los tumores y se ha detectado la presencia del llamado tiroide lateral aberrante en ganglios linfáticos.

## Diagnóstico
La tiroglobulina puede ser usado como marcador tumoral para el carcinoma papilar de tiroides bien diferenciado. Otros métodos de diagnóstico ante la aparición de un nódulo sospechoso incluyen un ultrasonido, biopsia (se aspira con una aguja fina tejido tiroideo), gammagrafía, entre otros. La tomografía axial es también útil en el diagnóstico, incluyendo de tumores metastásicos, y se debe considerar un método adicional a la biopsia por aspiración por razón de la probabilidad de falsos negativos debido a posible baja celularidad del aspirado.

## Tratamiento
Opciones en el tratamiento quirúrgico:
- Extensión de la enfermedad mínima (diámetro no mayor a 1.0 centímetros y limitado a la tiroides): Hemitiroidectomia, es decir, extracción de un lóbulo—el lóbulo afectado—de la glándula con o sin istmectomia, suele ser suficiente. En este grupo de pacientes de alto riesgo, aún se discuten las ventajas de una extracción parcial de la tiroides por encima de la extirpación completa de la glándula en los protocolos oncológicos de la tiroides.[9]
- Enfermedad multifocal (mayor de 1.0 cm de diámetro o compromete ambos lóbulos): se indica tiroidectomía total y extracción ganglionar.

Los argumentos para una tiroidectomía son:
- Riesgo reducido de una recurrencia, en caso de que los gánglios linfáticos centrales del cuello se extrajeron en una previa operación.
- El carcinoma es multifocal, es decir, afecta a ambos lóbulos de la glándula.
- La facilidad de detección de una posible enfermedad metastásica.

El tratamiento con yodo radiactivo puede verse limitado debido a alergias medicamentosas al yodo.

## Pronóstico
Los tumores diferenciados de tiroides (tanto papilar como folicular) tienden a ser curables. Para el pronóstico se manejan un total de 13 sistemas de criterios, entre los cuales los más frecuentes son:
- Edad, grado, extensión del tumor y tamaño.
- Edad, metástasis, extensión del tumor y tamaño.
- Metástasis, edad para la presentación, grado de resección quirúrgica, invasión extratiroidal y tamaño.[11]
- Tumor, nódulo y metástasis sin tomar en cuenta la edad.

## Personalidades destacadas que sufrieron la enfermedad
En el mes de diciembre de 2011 la enfermedad se hizo súbitamente conocida para los habitantes de Argentina y Sudamérica por haber sido diagnosticada con la enfermedad la presidenta de la República Argentina, Cristina Fernández de Kirchner, cuyo diagnóstico fuera revisado posteriormente a la extracción de la glándula tiroides mediante cirugía desatando un intenso y público debate en el país acerca de la corrección o no del diagnóstico.